# Caroline Distribution
Caroline Distribution – dystrybutor muzyczny niezależnych wytwórni płytowych, którego właścicielem jest Universal Music Group. Założona w 1983 r. przez Virgin Records jako importer płyt, Caroline stała się jedną z największych zewnętrznych firm dystrybucyjnych w amerykańskim przemyśle muzycznym dla niezależnego sektora muzycznego.  W 1993 roku, kiedy EMI przejęło Virgin Records, Caroline Distribution stała się częścią EMI Music Distribution. Obecnie jednak firma jest częścią Capitol Music Group.
Caroline posiada placówki w Australii, Holandii, Kanadzie, Francji, Niemczech, Japonii, Portugalii, Wielkiej Brytanii, Norwegii, Szwecji, Stanach Zjednoczonych i Meksyku.

## Artyści współpracujący[4]
- $uicideboy$
- British Sea Power
- Brody Dalle
- Chrissie Hynde
- Eagles of Death Metal
- Gaz Coombes
- Gun
- IAMX
- Jillian Jacqueline
- Joey Purp
- Lindsey Stirling
- Mac DeMarco
- Mystery Jets
- Prophets Of Rage
- Pulled Apart by Horses
- Steven Wilson
- The Inspector Cluzo
- Travis
- Trippie Redd
- Underworld
- Unmade Road
- Van Morrison
- Warpaint

## Wytwórnie partnerskie[5]
- Accidental Records
- AMF Records
- Anjunabeats
- Arts & Crafts Productions
- Astralwerks
- BE83 Records
- Because Music
- Big Loud
- Capitol Records
- Communion Records
- Concord Music Group
- Chicago Recording Company
- De Angelis
- DeadBeats
- Dine Alone Records
- Dirty Hit
- EB records
- EQT
- The Fader
- Fantasy Records
- Fiction Records
- Fool's Gold Records
- Future Classic
- G-Unit Records
- G*59 Records
- Harvest Records
- Island Records
- Loma Vista Recordings
- Lost Map Records
- Mavin Records
- Mixtape Madness
- NUA Entertainment
- One Little Independent Records
- Photo Finish Records
- PMR Records
- Real World Records
- Spacebomb Records
- Spinefarm Records
- Stax Records
- 10k Projects
- Terrible Records
- Thrive Music
- Two Gentlemen Records
- Unsub Records
- Virgin EMI Records
- Wax Trax! Records
- WeRemix
- Wolf Tone